# Ach Herr, mich armen Sünder

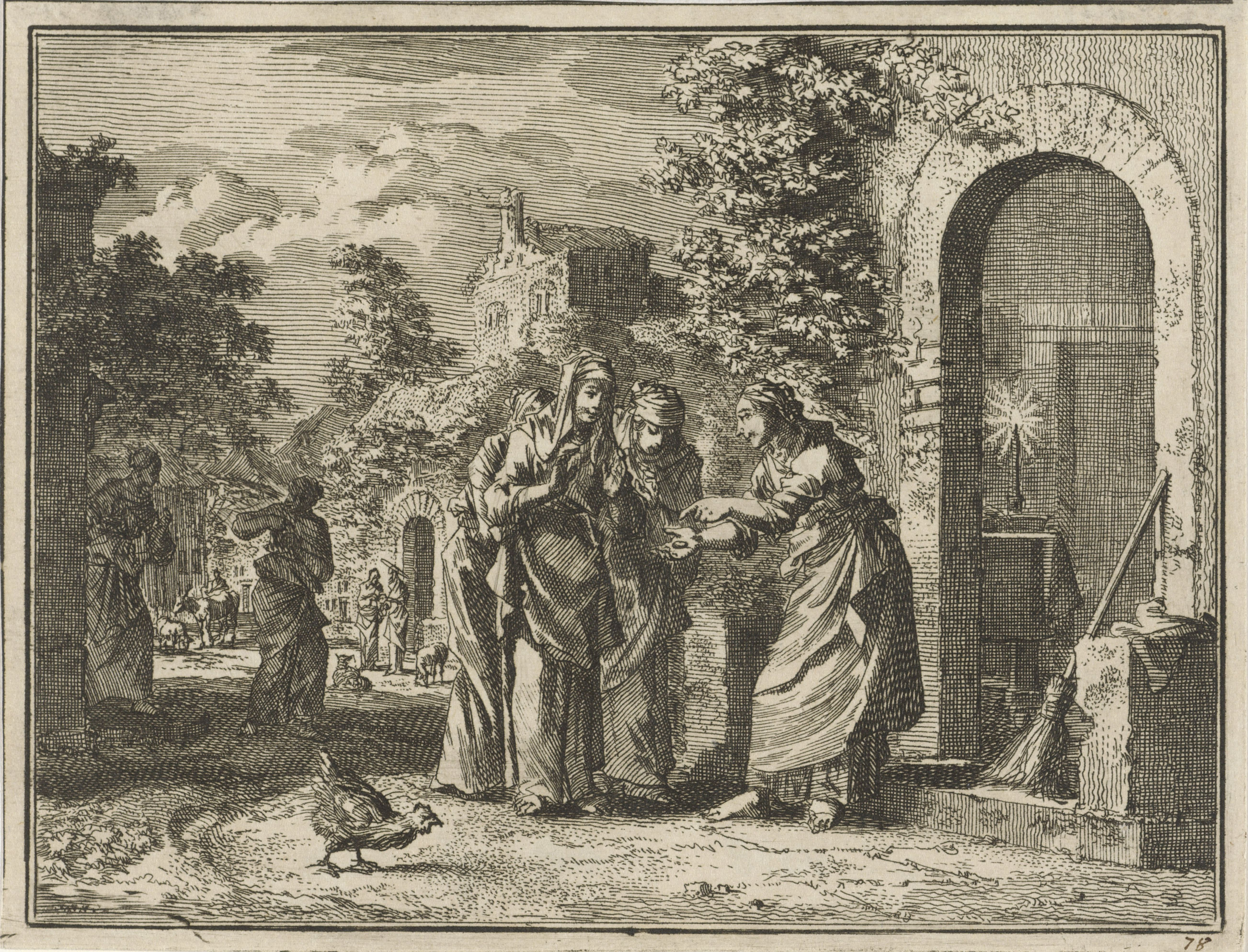
Gleichnis vom verlorenen Groschen, Radierung von Jan Luyken

Ach Herr, mich armen Sünder (BWV 135) ist eine Kirchen-Kantate von Johann Sebastian Bach. Er komponierte sie 1724 in Leipzig für den 3. Sonntag nach Trinitatis. Es ist die vierte Kantate seines zweiten Jahreszyklus von Kantaten, in dem er Choralkantaten schrieb.

## Geschichte und Worte
Bach komponierte die Kantate 1724 in Leipzig für den 3. Sonntag nach Trinitatis als die vierte Kantate seines zweiten Jahreszyklus und führte sie am 25. Juni 1724 erstmals auf, nach Christ unser Herr zum Jordan kam, am Johannistag.
Die vorgeschriebenen Lesungen für den Sonntag waren 1 Petr 1,5–11 , „Alle eure Sorgen werfet auf ihn, denn er sorget für euch“, und Lk 15,1–10 , die Gleichnisse vom verlorenen Schaf und vom verlorenen Groschen. Die Kantate beruht ausschließlich auf dem Choral Ach Herr, mich armen Sünder (1597) von Cyriakus Schneegass, der darin den Bußpsalm 6 zu sechs Strophen umdichtete. Ein unbekannter Dichter behielt die erste und die letzte Strophe wörtlich bei und bearbeitete die mittleren vier Strophen zu einer Abfolge von ebenso vielen abwechselnden Rezitativen und Arien. Die Bezüge zu den Lesungen sind lose, der Trost durch den Herrn (Satz 3) und die Vernichtung der Feinde (Satz 5) beziehen sich auf die Epistel, die Freude über einen reuigen Sünder, die im Evangelium erwähnt wird, hat Bezug zum Bußchoral.

## Besetzung und Aufbau
Die Kantate ist gesetzt für drei Solisten, Alt, Tenor und Bass, vierstimmigen Chor, Zink, Posaune, zwei Oboen, zwei Violinen, Viola und Basso continuo.
1. Coro: Ach Herr, mich armen Sünder
2. Recitativo (Tenor): Ach heile mich, du Arzt der Seelen
3. Aria (Tenor): Tröste mir, Jesu, meine Gemüte
4. Recitativo (Alto): Ich bin von Seufzen müde
5. Aria (Bass): Weicht, all ihr Übeltäter
6. Choral: Ehr sei ins Himmels Throne

## Musik
Der Eingangschor ist eine Choralphantasie wie in den Choralkantaten der Vorwochen. Bach legte in der ersten Kantate des Zyklus den cantus firmus der Choralmelodie in den Sopran, in diesem vierten Werk ist nach Alt und Tenor der Bass an der Reihe. Christoph Wolff sieht in den Eingangschören der ersten vier Kantaten des Zyklus eine Gruppe, die bewusst verschiedene Formen der Choralphantasie durchführt. Auf eine Französische Ouvertüre (BWV 20), eine Motette (BWV 2) und ein italienisches Concerto (BWV 7) folgt ein Gewebe von vokaler und instrumentaler Polyphonie, wobei alle Stimmen Motive der Choralmelodie enthalten. John Eliot Gardiner bemerkt, dass die vier Sätze eine faszinierende und abwechslungsreiche Sammlung darstellen. Bach benutzte die Melodie, ursprünglich ein weltliches Liebeslied („Mein G'müt ist mir verwirret, das macht ein Jungfraw zart“), die er später als ersten Choral in seinem Weihnachtsoratorium einsetzte, Wie soll ich dich empfangen, und mehrmals in seiner Matthäus-Passion, zum Beispiel O Haupt voll Blut und Wunden. Alle acht Zeilen werden erst instrumental durchgeführt, dann vokal. Die instrumentale Vorstellung ist, ohne continuo, ein Trio von Oboe I und Oboe II gegen den cantus firmus der unisono geführten Streicher. In starkem Kontrast zu diesem hochliegenden Satz wird der vierstimmige Chorsatz dominiert vom cantus firmus im Bass, der durch Posaune und continuo verstärkt wird. Die Streicher spielen colla parte mit den anderen Stimmen. Auf die Worte „daß ich mag ewig leben“ wird der cantus firmus auf ein dreifach langsameres Tempo verbreitert.
Im Tenor-Rezitativ illustrieren rasche Tonfolgen die „schnellen Fluten“ der Tränen des reuigen Sünders. Es endet mit einer wörtlich beibehaltenen Zeile des Chorals, „Ach, du Herr, wie so lange?“. In der Tenor-Arie, die von zwei Oboen begleitet wird, bilden fallende Septimen das Versinken in den Tod ab. Der Text „Denn im Tod ist alles stille“ wird durch lange Pausen verdeutlicht. Das Alt-Rezitativ beginnt mit einer Zeile des Chorals, „Ich bin von Seufzen müde“, der als Variation der ersten Zeile der Choralmelodie dargestellt ist. Die Bass-Arie ist ein Anruf, „Weicht, all ihr Übeltäter“. Die Streicher spielen eine kraftvolle Phrase von zwei Takten, die zweimal in tieferer Lage wiederholt wird und dann über fast drei Oktaven steigt. Auf Themen wie dieses bezieht sich eine Bemerkung im Nachruf auf Bach, verfasst von Carl Philipp Emanuel Bach und Agricola und 1754 veröffentlicht, die Melodien Bachs als seltsam und eigentümlich bezeichnet. Die Kantate schließt mit einem schlichten vierstimmigen Choralsatz, wobei der Sopran vom Zink verstärkt wird.

## Einspielungen
LP / CD
- J. S. Bach: Cantatas BWV 29 & BWV 135. Wolfgang Gönnenwein, Süddeutscher Madrigalchor, Deutsche Bachsolisten, Emmy Lisken, Petre Munteanu, Johannes Hoefflin, Jakob Stämpfli. Cantate, 1963.
- Bach Cantatas Vol. 3 – Ascension Day, Whitsun, Trinity. Karl Richter, Münchener Bach-Chor, Münchener Bach-Orchester, Anna Reynolds, Peter Schreier, Dietrich Fischer-Dieskau. Archiv Produktion, 1975.
- Die Bach Kantate Vol. 40. Helmuth Rilling, Gächinger Kantorei, Bach-Collegium Stuttgart, Helen Watts, Adalbert Kraus, Philippe Huttenlocher. Hänssler, 1979.
- J. S. Bach: Das Kantatenwerk – Sacred Cantatas Vol. 7. Gustav Leonhardt, Knabenchor Hannover, Collegium Vocale Gent, Leonhardt-Consort, René Jacobs, Marius van Altena, Max van Egmond. Teldec, 1983.
- Bach Edition Vol. 2 – Cantatas Vol. 11, Pieter Jan Leusink, Holland Boys Choir, Netherlands Bach Collegium, Sytse Buwalda, Knut Schoch, Bas Ramselaar; Brilliant Classics, 1999.
- J. S. Bach: Complete Cantatas Vol. 6. Ton Koopman, Amsterdam Baroque Orchestra & Choir, Annette Markert, Christoph Prégardien, Klaus Mertens. Antoine Marchand, 2000.
- Bach Cantatas Vol. 2: Paris/Zürich / For the 2nd Sunday after Trinity / For the 3rd Sunday after Trinity. John Eliot Gardiner, Monteverdi Choir, English Baroque Soloists, Robin Tyson, Vernon Kirk, Jonathan Brown. Soli Deo Gloria, 2000.
- J. S. Bach: Cantatas Vol. 29 (Cantatas from Leipzig 1725). Masaaki Suzuki, Bach Collegium Japan, Pascal Bertin, Gerd Türk, Peter Kooij. BIS, 2004.
- J. S. Bach: Cantatas for the Complete Liturgical Year Vol. 2: „Wer nur den lieben Gott lässt walten“ – Cantatas BWV 177 – 93 – 135. Sigiswald Kuijken, La Petite Bande, Siri Thornhill, Petra Noskaiová, Christoph Genz, Jan van der Crabben. Accent, 2005.

DVD
- Ach Herr, mich armen Sünder. Rudolf Lutz, Chor und Orchester der J. S. Bach-Stiftung, Jan Börner, Hans Jörg Mammel, Klaus Häger. Emmanuel Wiemer (Reflexion). DVD. Gallus-Media, 2011.[5]